# Rytigynia decussata
Rytigynia decussata är en måreväxtart som först beskrevs av Karl Moritz Schumann, och fick sitt nu gällande namn av Robyns. Rytigynia decussata ingår i släktet Rytigynia och familjen måreväxter. Inga underarter finns listade i Catalogue of Life.